# Gruntruck
I Gruntruck, fondati nel 1989 a Seattle da Ben McMillan e Scott McCullum, precedentemente membri degli Skin Yard, sono stati un gruppo musicale associato per periodo e provenienza geografica alla cosiddetta scena Grunge, in particolare alla sua corrente più vicina all'alternative metal, di cui più noti esponenti sono stati Soundgarden ed Alice in Chains, a differenza di altri gruppi della scena Grunge ispirati al punk rock o al rock psichedelico come Mother Love Bone, Tad, Pearl Jam e Nirvana.

## Storia del gruppo
A McMillan e McCullum si aggiunsero inizialmente Tommy Niemeyer, già fondatore (e tuttora militante) dei The Accüsed, e Tim Paul, il quale aveva precedentemente militato nei Napalm Beach e nei Final Warning. Da sottolineare come questi due ultimi gruppi siano stati parte della primitiva scena punk e hardcore di Portland, in Oregon, cui appartennero anche i più famosi Wipers, che tanto avrebbe influenzato il futuro "Seattle Sound".
Il gruppo realizzò solamente due album, ma fra le sue collaborazioni vanno annoverati il tour dell'autunno 1992 in compagnia degli Alice in Chains e quello europeo al seguito dei Pantera, che pubblicizzavano allora l'ultimo lavoro Vulgar Display of Power. Secondo Sean Kinney, batterista degli Alice in Chains, i Gruntruck furono il gruppo emergente maggiormente sostenuto dagli Alice in Chains stessi, tanto che furono noti al grande pubblico per aver aperto i loro concerti nel tour promozionale di Dirt a fianco dei più fortemente pubblicizzati Screaming Trees di Mark Lanegan. Nel 1993, la band vinse una causa intentata contro la Roadrunner Records, loro etichetta, circa il termine del proprio contratto. Ciò tuttavia costò al gruppo l'abbandono da parte del bassista Tim Paul, sostituito in seguito da Alex Sibbald. Poco tempo dopo, a seguito di un tour con i Circus of Power, anche il batterista Scott McCollum lasciò la band che aveva contribuito a fondare.
Nel 1996 il gruppo si riunì nuovamente e, ingaggiato il batterista Josh Sinder, anch'egli proveniente dagli The Accüsed, registrò l'EP Shot, Illusion, New God, contenente soli tre brani. Verso la fine degli anni novanta la formazione originale si riunì più volte per singoli spettacoli, ma ciò non portò mai a un'ufficiale reunion della band. Infine, nel 2002 essa si sciolse definitivamente, lasciando dietro di sé voci mai confermate circa un album di inediti e rarities che a tutt'oggi non ha ancora visto la luce. Il 26 gennaio 2008 il cofondatore Ben McMillan morì per una grave forma di diabete.

## Formazione
- Ben McMillan - voce, chitarra
- Tom Niemeyer - chitarra
- Tim Paul - basso (1989-1993, 1997-2002)
- Scott McCullum - batteria (1989-1993, 1997-2002)

## Membri provvisori in carica nel periodo precedente la reunion
- Alex Sibbald - basso (1993-1996)
- Josh Sinder - batteria (1993-1996)

## Discografia

### Album in studio
- 1990 - Inside Yours
- 1992 - Push

### Singoli
- 1992 - Above Me
- 1992 - Crazy Love

### EP
- 1996 - Shot, Illusion, New God